# Westerstrand

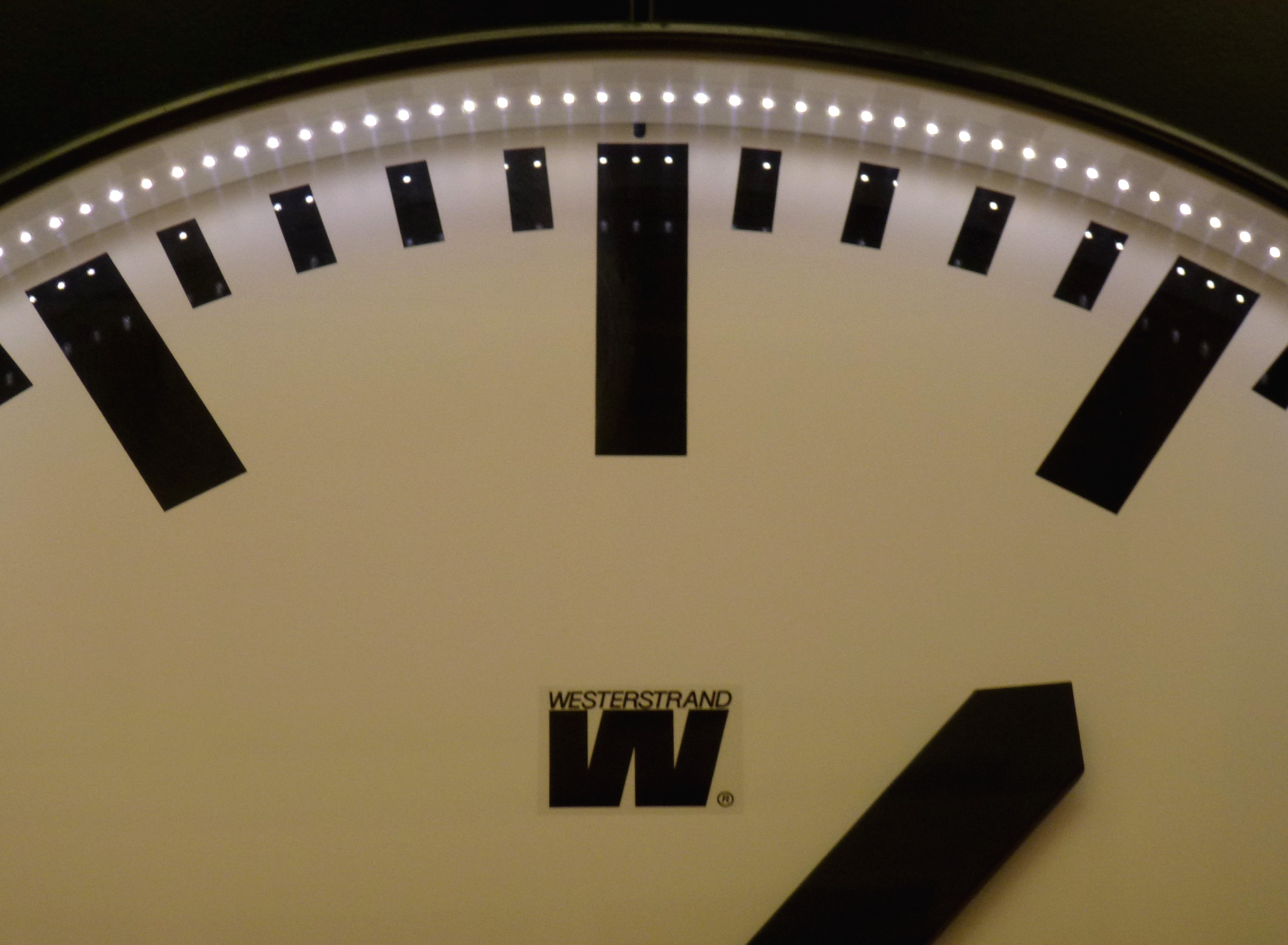
Ett stationsur av fabrikat Westerstrand.

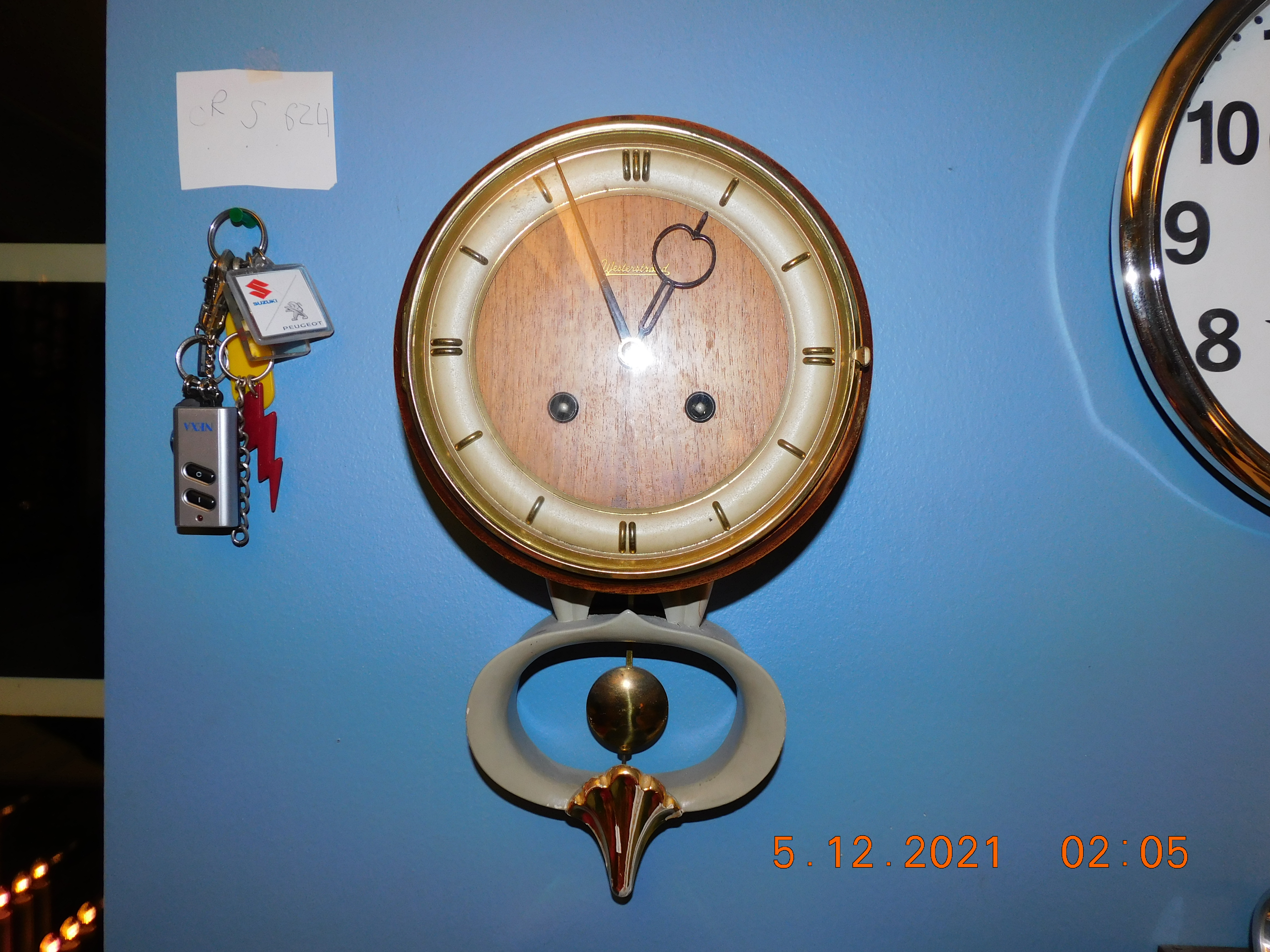
Bild på en äldre klocka från Westerstrand. Tillverkat på deras fabrik i Töreboda.

Westerstrand eller Westerstrand Urfabrik Aktiebolag är ett av Törebodas äldsta och mest kända företag. 
Det var Yngve Westerstrand som 1906 satte upp en urmakeriverkstad, dessförinnan hade han arbetat hos sin far, Gustav, som urmakare. Företaget började som urmakeri i en lokal på Kungsgatan 4. Yngve Westerstrand började tillverka ersättningsdelar för ur. Efter ett tag började han tillverka torn- och stationsur. Fabrikationen utökades alltmer och firman kunde köpa maskiner för tillverkningen. 1936 startade tillverkningen av väggur och pendyler. Westerstrands var den första fabriken i landet som tillverkade pendyler.
En stor fabriksbyggnad uppfördes 1941 vid Skövdevägen, utmed västra stambanan. Företaget tillverkade tidur till idrottshallar, centraluranläggningar, kopplingsur med mera. Även delar till klockspel tillverkades, bland annat till domkyrkorna i Drammen och Visby, gamla stadshuset i Kiruna med flera.
En ny generation Westerstrand tog över företaget med James Westerstrand som chef med bröderna Ruben, Jean och Gustaf som närmsta medarbetare. 1958 startade företaget en tillverkning av TV-apparater. En fabriksbyggnad uppfördes vid Verkstadsgatan. 1960 startades en filial i Götene där man tillverkade delar till TV-apparater. Filialen i Götene och tillverkningen av TV-apparater lades ned 1971.
Westerstrands Urfabrik gick i konkurs 1983 och delades i en mekanisk och en digital del. Den mekaniska delen bytte namn till Töreboda Ur AB och ägdes av sex anställda som drev verksamheten vidare i den gamla industrilokalen tills de sålde den 1999 till Elos i Timmersdala. Företaget bytte namn till Elos men bedrev verksamhet i fabriken till 2002 då nya fabrikslokaler stod färdiga för inflyttning. Westerstrand lever dock vidare i den digitala delen.